# Metamorfoze
Metamorfoze (latină: Metamorphōsēs) este un poem narativ în hexametri, scris de Publius Ovidius Naso. Textul este considerat capodopera poetului roman, prelucrând cronologic 250 de legende (extrase din Homer, Hesiod, Titus Livius și Vergilius) despre transformările cunoscute în lumea antică, de la plăsmuirea Universului, până la apoteoza lui Cezar. A fost publicat în anul 8 d.Hr..
Una dintre cele mai influente lucrări din cultura europeană, Metamorfoze a inspirat generații de scriitori precum Dante Alighieri, Giovanni Boccaccio, Geoffrey Chaucer și William Shakespeare. Evenimentele și personajele poemului au fost transpuse de-a lungul vremii în sculpturi, picturi, cântece și piese de teatru. 
Textul nu trebuie confundat cu scrierea omonimă a lui Apuleius, care, în latină, în afară de Metamorphoseon libri, se mai numește și Asinus aureus (Măgarul de aur).

## Conținut

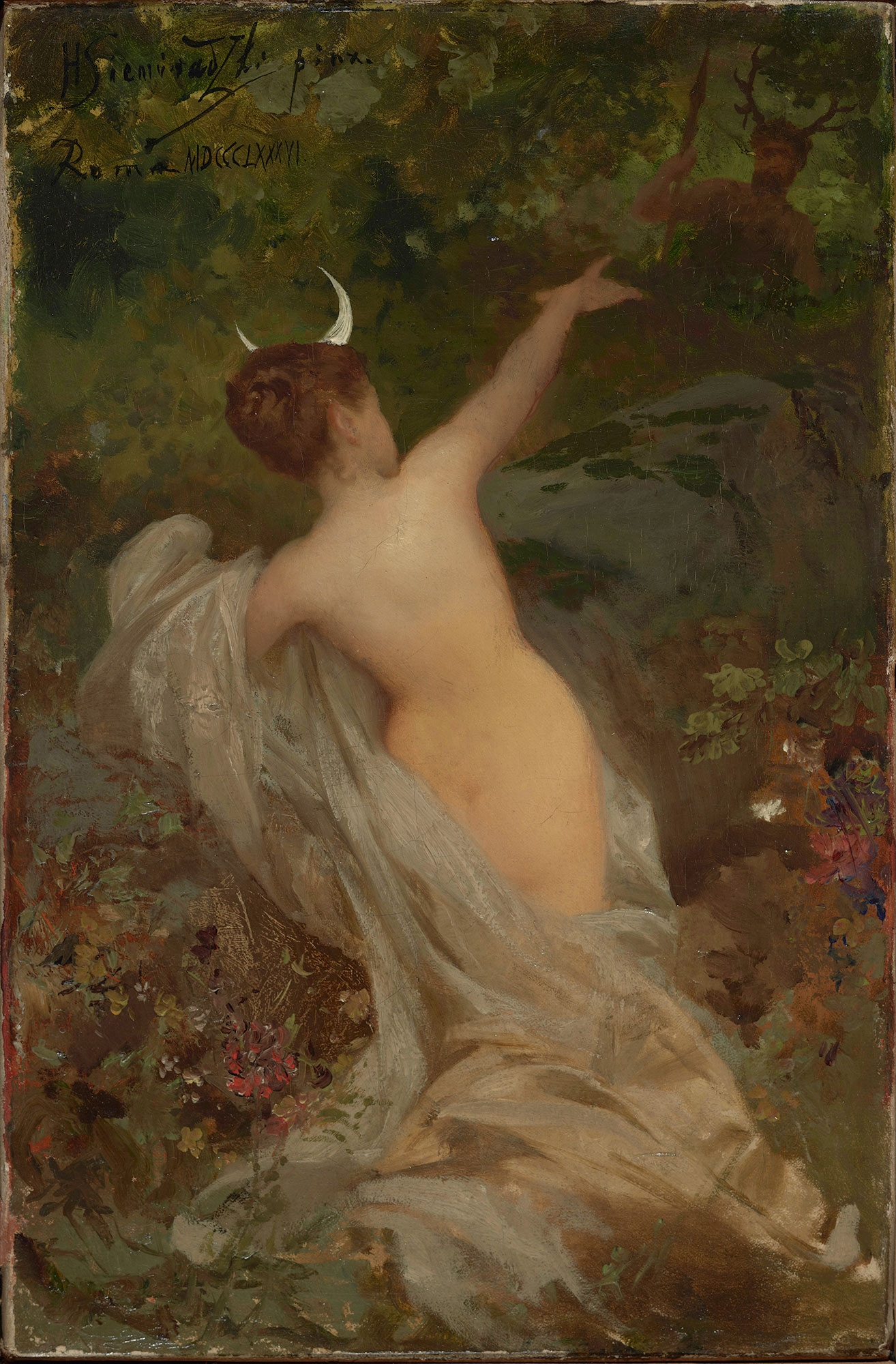
Diana și Acteon de Henryk Siemiradzki

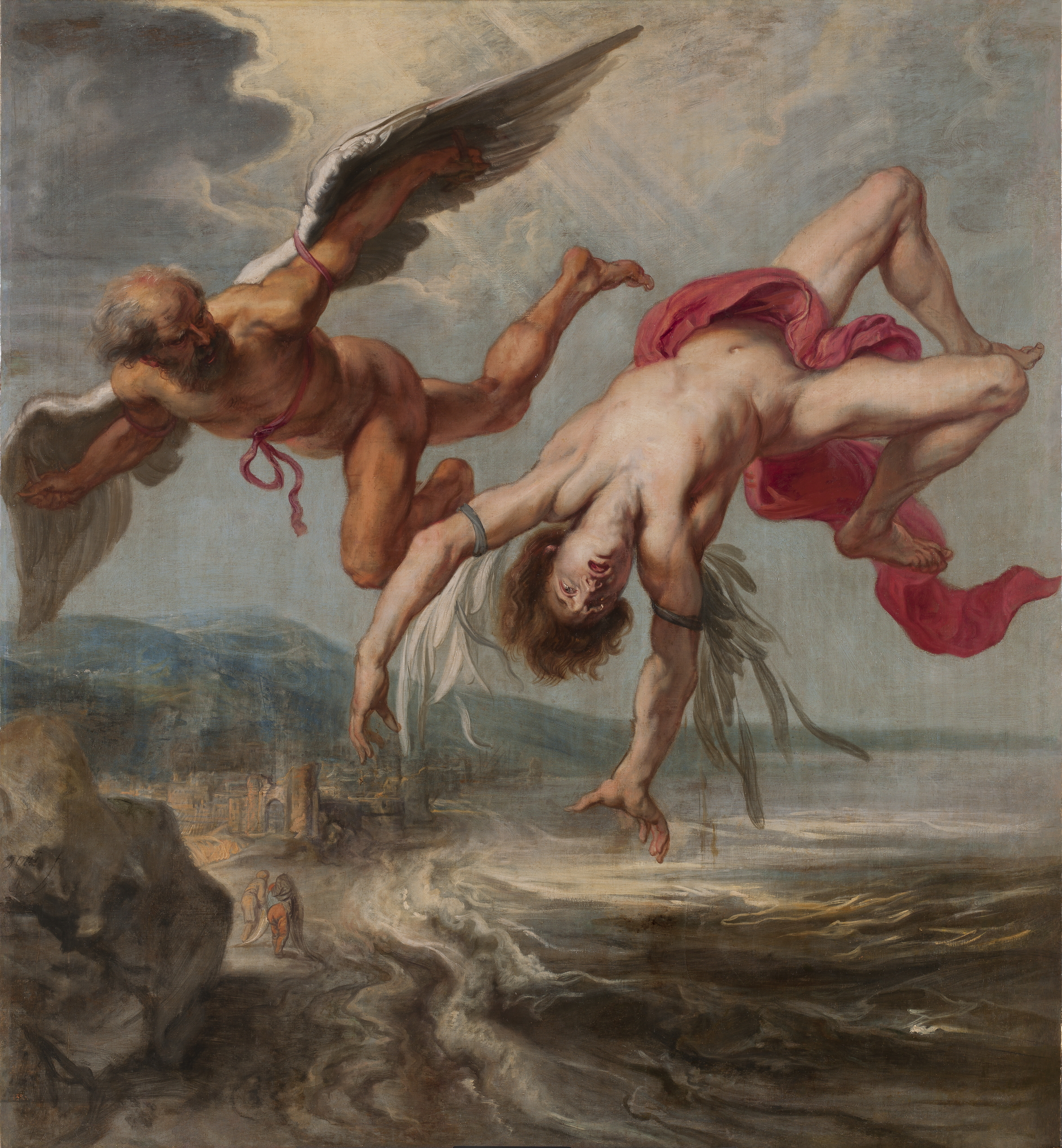
Căderea lui Icar de Jacob Peter Gowy

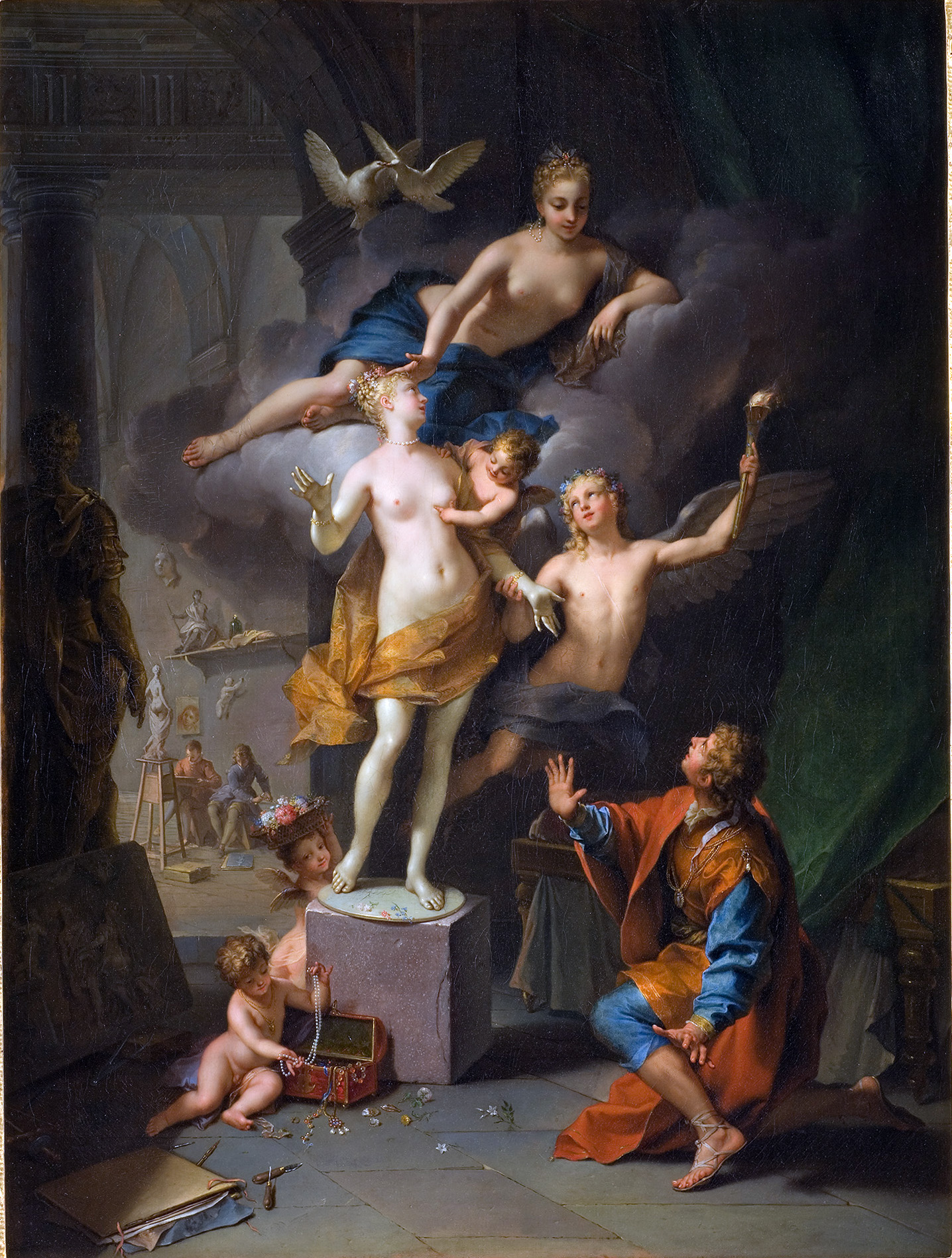
Metamorfoza sculpturii lui Pygmalion, surprinsă în această pictură de Jean Raoux.

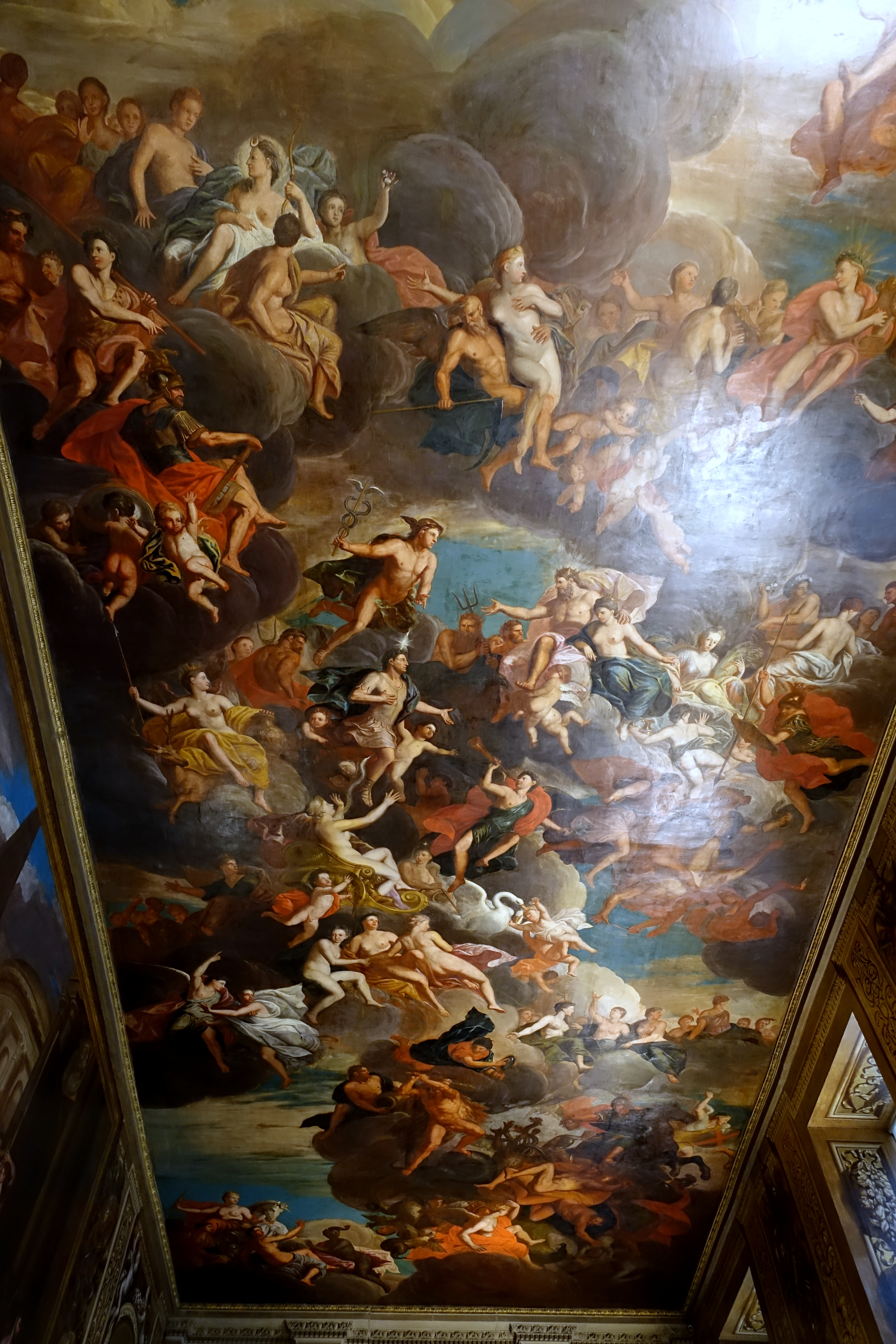
Apoteoza lui Cezar de Louis Laguerre